# François Roch Ledru des Essarts
François Roch Ledru des Essarts (* 25. April 1770 in Chantenay; † 23. April 1844 in Champrosay) war ein französischer Divisionsgeneral.

## Leben
Der Sohn eines Notars studierte zunächst bei den Oratorianern von Le Mans, bis er im Juli 1792 als Freiwilliger beim 2. Bataillon der Freiwilligen des Départements Sarthe eintrat. Er wurde schnell zum Leutnant und am 8. September 1792 im 2. Bataillon der Freiwilligen des Bezirks von Soissons zum Capitain gewählt. Ledru kämpfte bei der Nordarmee und nahm an der Verteidigung von Lille teil, ab Februar 1793 diente er unter General de Flers in Flandern. Er nahm an der Verteidigung der Stadt Breda teil, die schließlich kapitulieren musste. Im Herbst 1793 kämpfte er in der Schlacht bei Hondschoote (8. September) und bei Wattignies (16. Oktober) gegen die Österreicher. Im Juni 1794 wurde er im 2. Bataillon von Sarthe zum Oberstleutnant ernannt und wechselte zur Ardennen-Armee, wo er als Bataillonskommandeur vor Charleroi und bei der Belagerung von Maastricht kämpfte.
Er nahm an der Blockade von Mainz teil und im folgenden Jahr 1797 wechselte er zur Italienarmee unter Bonaparte, wo sein Bataillon Teil der Division Bernadotte wurde. Seine Truppen kämpfte er am Tagliamento und vor Gradisca. Im Jahr 1798 waren Ledrus Truppen in Rom stationiert und wurde dann Teil der Armee von Neapel unter General Championnet. Er diente in den Abruzzen, bei Modena, und wurde während der Schlacht an der Trebbia verwundet, wo er auf dem Schlachtfeld zum Chef der 55. Linien-Regiment und am 19. Juni 1799 zum Oberst befördert wurde. Im Jahr 1800 diente er zunächst unter Masséna, dann unter Suchet, wobei er die Brücke über den Var verteidigte. In den folgenden Jahren verlegte sein Regiment nach Brügge, bevor es 1804 in das Feldlager nach Boulogne wechselte, danach wurde er am 14. Juni 1804 zum Offizier der Ehrenlegion ernannt. Während der Kampagne 1805 an der Donau dienten Ledrus Truppen im Verband der Division von General Saint-Hilaire bei Donauwörth, Memmingen, Hollabrunn und Wirschau. Während der Schlacht bei Austerlitz wurde seine Truppen am  linken Flügel des IV. Korps eingesetzt und konnte beim Vorgehen auf den Höhen von Pratzen dem Gegner 14 Kanonen und viele Gefangene abnehmen. In Anerkennung seiner Beiträge wurde er am 24. Dezember 1805 zum Général de brigade befördert.
Im Jahr 1806 übernahm Ledru die Brigade Merle der Division Legrand und nahm im selben Jahr am Feldzug gegen Preußen teil. Im Oktober kämpften seine Truppen in der Schlacht von Jena, er selbst wurde verwundet, schon im November kämpfte er wieder vor Lübeck. Anfang Februar 1807 verfolgten seine Truppen nach Hoff und besetzten im Kampf gegen russische Infanterie das Dorf Eylau. Als die Schlacht bei Eylau am nächsten Tag begann, Ledru wurde dabei schwer verletzt. Nach seiner Genesung nahm er im Juni im Verband des Korps Soult an der Schlacht bei Heilsberg teil und marschierte auf Königsberg.
Im Februar 1809 wurde er zum Baron von Essarts geadelt und verblieb unter General Legrand in Deutschland. Während der Kampagne von 1809 befahl er eine Brigade im IV. Korps von Masséna, Ledrus Brigade kämpfte in der Schlacht von Landshut und bei Eggmühl. Er kämpfte in der Schlacht bei Ebelsberg an der Traun-Brücke, die Österreicher waren in dieser blutigen Schlacht gezwungen, die Burg zu übergeben. Ledrus Truppen kämpften im Mai 1809 in der Schlacht bei Aspern, bildete die Nachhut und wurde erst am Schluss über die Donau zur Lobau übergesetzt. Er wurde in der Nähe von Aspern durch eine Kugel am Hals verwundet.
Im Jahr 1810 kehrte Ledru zur Division Legrand ins Lager von Saint-Omer zurück und erhielt am 31. Juli 1811 das Patent zum General de División.
Im Juni 1812 beim anlaufenden russischen Feldzug erhielt er das  Kommando über eine Division im Korps des Marschall Ney. Am 2. August kämpfte er in der Schlacht bei Krasnoje; am 7. September in der Schlacht von Borodino. Während des anschließenden Rückzuges bildete seine Division, nachdem er Wjasma verlassen hatte, einen Teil der Nachhut, kämpfte in der Schlacht an der Beresina und musste zur Weichsel zurückgehen. Im Feldzug von 1813 war er Kommandeur der 31. Division des XI. Korps unter Marschall Macdonald und nahm an den Schlachten von Bautzen, Katzbach und in der Schlacht bei Leipzig teil. In der Schlacht bei Hanau kämpften seine Truppen gegen die bayerischen Truppen.
Im Frühjahrfeldzug von 1814 kämpfte er bei Claye, Villeparisis und bei der Schlacht bei Paris. Für die Verteidigung Frankreichs von 1814 diente Ledru zunächst unter General Maison, bevor er zum Kommando der in Paris organisierten 3. Division des Reserve geschickt wurde. Ledru übernahm das Kommando in Meaux und kämpfte dann vor Paris. Er wurde mit Marmont's Korps nach Essonnes zurückgedrängt, protestierte dann aber gegen Marmonts verräterische Aktionen, um das Korps den Alliierten zu übergeben. Ledru versuchte mit seinen Truppen weiterzukämpfen, nach Fontainebleau zurückzugehen, wurde dann aber durch die Alliierten eingekesselt.
Nach der Restauration wurde General Ledru zum Ritter des Militärorden St. Louis und am 29. Juli 1814 zum Großoffizier der Ehrenlegion ernannt. Im Jahre 1815 erhielt er unter Marschall Suchet ein Kommando in der Alpenarmee und wurde beauftragt, Lyon zu verteidigen. Im Jahr 1817 war er für die Organisation der drei Schweizer-Regimenter verantwortlich, die Frankreich in seinen Dienst genommen hatte. Im Jahre 1819 wurde er Kommandeur der 7. Militär-Division in Grenoble, und dann als Inspekteur der Infanterie eingesetzt. Am 3. November 1827 erhielt er das Großkreuz der Ehrenlegion und wurde im Juli 1830 zum Pair von Frankreich erhoben. Nach der Revolution trat er am 4. September 1835 trat in den Ruhestand. Die Überreste des 1844 verstorbenen Generals wurden etwa 18 km südlich von Paris, auf dem Friedhof der Stadt Draveil beigesetzt.